# کمرکولی کانادایی
کمرکولی کانادایی (نام علمی: Sitta canadensis) نام یک گونه از تیره کمرکولی است.